# آرلینگتون (جورجیا)
آرلینگتون، جورجیا (به انگلیسی: Arlington, Georgia) یک شهر در ایالات متحده آمریکا با جمعیت ۱٬۴۷۹ نفر است که در جورجیا واقع شده‌است.